# Ninja (LEGO Ninjago)
I ninja sono un gruppo di eroi immaginari presenti nelle serie LEGO Ninjago e LEGO Ninjago: La rivolta dei draghi create dagli scrittori e produttori Kevin Burke e Doc Wytte; essi compaiono anche nella linea di giocattoli di LEGO Ninjago, nelle altre opere derivate e nei videogiochi.
Considerati i più grandi eroi del mondo di Ninjago, proteggono le persone indifese da tutti i nemici con cui si scontrano nel corso della storia. La squadra è stata creata dal maestro Wu per contrastare Lord Garmadon nella battaglia finale predetta dalla profezia scritta su un'antica pergamena, in cui il predestinato ninja verde avrebbe sconfitto il male puro. Anche dopo la battaglia finale, i ninja continuano a mantenere la pace a Ninjago e ad evitare che nuovi nemici possano conquistarla.
Nella prima serie, tra la settima e l'ottava stagione, i ninja, così come molti altri personaggi, hanno subito dei leggeri cambiamenti nei loro design e sono stati resi più simili nell'aspetto a quelli visti in LEGO Ninjago - Il film; questa scelta da parte dei produttori è stata realizzata per far avvicinare il pubblico che aveva visto solo il film alla serie originale, in modo da incrementarne il successo.
All'inizio della storia il gruppo è formato da Kai, Cole, Jay e Zane; dopo aver convinto Lloyd, il figlio di Garmadon, ad entrare in squadra, gli altri ninja e Wu scoprono che lui è il predestinato ninja verde, grazie all'effetto che le armi d'oro hanno vicino a lui. Successivamente, anche Nya si unisce ufficialmente alla squadra, diventando il sesto elemento del gruppo originale. Anni dopo, con l'avvento della fusione dei regni e la dispersione di tutti i ninja, Lloyd trova nuovi allievi da allenare come Arin e Sora e, in seguito, anche Wyldfyre. I tre si integrano alla squadra originale quando questa si riunisce, diventando, così, ninja a tutti gli effetti.

## Lloyd Montgomery Garmadon
Lloyd Montogomery Garmadon è il predestinato ninja verde della profezia, nonché il successore del maestro Wu nella custodia del monastero di Spinjitzu. Come si può notare anche nelle sue minifigure, ha dei capelli biondo platino e, per quasi tutta la serie, le divise che indossa sono di colore verde, richiamando il suo potere degli elementi. La forza di questo potere non viene mai specificata del tutto nel corso della serie, ma Lloyd è in grado di sparare dalle mani potenti raffiche o colpi energetici di colore verde. Secondo il sito ufficiale della LEGO, il suo potere degli elementi è l'energia. È un ragazzo amichevole, leale e, talvolta, molto fiducioso nelle altre persone, ma per via delle sue esperienze tende a diventare sempre più diffidente e ad aver atteggiamenti più scaltri con gli sconosciuti. Questo suo carattere ha contribuito alla popolarità di Lloyd come personaggio, in parte attribuita alla sua riconoscibilità come tipico adolescente con problemi quotidiani; anche Christopher Stamp, designer che lavora per LEGO, ha affermato: "Nessuno dei personaggi è perfetto, sono tutti imperfetti e penso che sia qualcosa in cui tutti possono identificarsi". È doppiato in lingua originale da Sam Vincent e in italiano da Andrea Di Maggio.

### LEGO Ninjago (prima serie)
Lloyd è nato a Ninjago come figlio di Garmadon e Misako, mentre suo nonno è il Primo Maestro di Spinjitzu e suo zio è il maestro Wu. Suo padre, con il destino segnato dall'oscurità, fu bandito nel regno dell'Oltretomba quando lui era ancora piccolo. Lloyd, pertanto, crescendo, fece fatica a ricordare Garmadon, ma avendo sentito parlare di lui, desiderava seguire le sue orme e cominciò a comportarsi male. Sua madre Misako, quindi, lo spedì nella Scuola per cattivi ragazzi, da dove, tuttavia, venne espulso. 
La sua prima apparizione nella serie avviene quando si reca al villaggio di Jamanakai e spaventa la gente per ottenere solo delle caramelle, prima di essere cacciato via da un'acerba squadra di ninja. Volendosi vendicare, decide di liberare tutte le popolazioni serpentine e creare un esercito, fallendo miseramente tutte le volte e venendo tradito da Pythor, un anacondrai malvagio che ha l’intenzione di resuscitare il Great Devourer e vendicarsi degli umani. Lloyd viene preso in custodia dai ninja e conosce suo padre Garmadon, liberato da Wu dal regno della follia per sconfiggere Pythor. Successivamente, Lloyd scopre di essere il ninja verde che, secondo la profezia, avrebbe sconfitto Garmadon nella battaglia finale tra il bene e il male. Dopo la sconfitta del Great Devourer e l'appropriamento di Garmadon delle armi d'oro, Lloyd viene allenato da Wu e gli altri ninja per diventare più forte e vincere la battaglia finale. Tuttavia, a causa di uno scompiglio creato da Garmadon, è costretto a subire l’effetto di un tè che fa crescere di età, rinunciando ad essere un bambino e passando subito a un'età pre-adolescenziale. Poco prima della battaglia finale, si ricongiunge con sua madre e riesce a trasformarsi nel leggendario ninja d'oro. Con quella forma, sconfigge il male incarnato, l'Overlord, che aveva preso il controllo del corpo di Garmadon, tornato buono dopo la fine dello scontro. Quando, tuttavia, l'Overlord torna in forma digitale, Lloyd rinuncia al potere d'oro, tornando ad essere il ninja verde, per sconfiggere insieme ai suoi compagni l'avversario. In seguito, partecipa al torneo degli elementi creato dal malvagio maestro Chen che ruba i suoi poteri e quelli degli altri maestri. Per poter spedire Chen nel regno maledetto, Lloyd, a malincuore, è costretto a bandire anche suo padre, dicendogli addio. Durante l'apertura del portale, dal regno maledetto fugge Morro, un fantasma che s'impossessa del corpo di Lloyd per un po' di tempo, prima di essere sconfitto. Lloyd aiuta i suoi amici anche a sconfiggere il djinn Nadakhan, scordando, però, gli avvenimenti successi a causa di un desiderio di Jay. Nello scontro con le lancette del tempo, invece, scopre che il maestro Wu è rimasto disperso, per cui si assume la piena responsabilità di diventare il nuovo maestro dei ninja, in quanto discendente diretto del Primo Maestro di Spinjitzu.
Un anno dopo la perdita di Wu, durante una missione nel quale era incaricato, insieme ai suoi compagni, di proteggere la famiglia reale di Ninjago City, Lloyd s'innamora della principessa Harumi, per poi scoprire che lei è a capo dei Figli di Garmadon, una gang criminale che vuole resuscitare la parte oni malvagia di Garmadon. Quando Harumi riesce nel suo intento, Lloyd affronta suo padre, venendo malamente sconfitto e credendo che i suoi amici siano stati uccisi dal colosso di pietra, non sapendo che, in realtà, sono fuggiti nel Primo Regno. Lloyd riesce a darsi forza e, dopo aver visto Harumi morire per il crollo di un palazzo, al ritorno dei suoi compagni, sconfigge suo padre Garmadon e lo spedisce in prigione. Lloyd, però, è costretto a liberarlo quando gli oni fanno il loro ingresso a Ninjago, volendo distruggere qualsiasi cosa. Lloyd, all'ultimo momento, suppone che l'unico modo per sconfiggere gli oni sia usare il tornado della creazione. Quest'ultimo funziona, ma Lloyd finisce in coma per un paio di minuti, incontrando tra la vita e la morte il Primo Maestro di Spinjitzu che lo ringrazia per il lavoro fatto a Ninjago.
Mesi dopo la sconfitta degli oni, Lloyd e i suoi compagni si rammolliscono e, incitati da Wu, cercano una nuova missione. Liberano per sbaglio la serpentina Aspheera, sconfitta poco dopo grazie al sacrificio di Zane, spedito nel Non-Regno. Lloyd e gli altri si recano nel Non-Regno per riportare a casa il loro amico. Lloyd, scoprendo che Zane è intrappolato nel castello di ghiaccio, si dirige da solo in quel posto in compagnia della mutante Akita, con cui stringe una forte amicizia. Liberato Zane, Lloyd aiuta i suoi amici prima a fermare il videogioco virus di Prime Empire, poi a sconfiggere lo stregone del teschio nei sotterranei di Shintaro e, infine, a sconfiggere la creatura marina Wojira, risvegliata dal merlopiano Kalmaar. In seguito, a causa della perdita di Nya dalla squadra, Lloyd decide di diventare un lava-finestre, ma si convince a tornare nel gruppo quando a Ninjago City si scopre esserci un commercio illegale di vengestone. Scopre che dietro al mistero c'è Harumi, resuscitata dall'Overlord prima di entrare nel regno dei defunti. Quando l'Overlord torna a Ninjago, Lloyd scappa via e porta Harumi con sé di forza, avendo dei diverbi verbali con lei. Infine, riesce a far redimere Harumi e a sconfiggere l'Overlord una terza volta.

### LEGO Ninjago: La rivolta dei draghi
Anni dopo la battaglia contro l'Overlord, Lloyd, come tutte le altre persone, finisce vittima del caos della fusione dei regni, risvegliandosi successivamente al monastero di Spinjitzu, non sapendo dove siano finiti i suoi compagni e il maestro Wu. Durante le sue ricerche solitarie, fa il suo ritorno Kai, con il quale Lloyd scopre che le fusioscosse, residui della fusione, possono essere chiuse con i poteri degli elementi. Lloyd scova, intanto, nuovi talenti ninja come Arin e Sora, decidendo di allenarli personalmente e assumendo il ruolo di maestro che aveva Wu, ormai disperso. Lloyd conosce in seguito anche Wyldfyre, il cui compito di essere addestrata lo lascia a Kai. Lloyd, col tempo, riesce a ritrovare i suoi compagni e a sconfiggere Beatrix, imperatrice malvagia di Imperium, e a fermare le fusioscosse con il potere dei draghi sorgente. Successivamente, Lloyd assume sempre di più il ruolo di maestro, tentando di rendere più forti Arin e Sora e fermare Lord Ras dal resuscitare i cinque proibiti, i quali fuggono dallo spazio Nether alla fine del torneo delle sorgenti.

## Kai
Kai è il ninja del fuoco ed è stato il quarto elemento ad entrare nella squadra.  Richiamando il suo potere degli elementi, le divise che indossa nel corso della storia sono quasi sempre di colore rosso, come si può notare anche dalle sue minifigure. Ha i capelli castani e dopo l'ottava stagione della prima serie porta sempre un cerotto bianco sul sopracciglio sinistro. Di carattere, si presenta subito molto emotivo, testardo ed egocentrico, ma è in grado di capire quando i suoi amici sono in difficoltà per aiutarli. È molto protettivo nei confronti di sua sorella Nya, il cui rapimento lo spinge a diventare un ninja. È doppiato in lingua originale da Vincent Tong e in italiano da Daniele Raffaeli.

### LEGO Ninjago (prima serie)
Kai è nato a Ninjago, nel villaggio di Ignacia, qualche anno prima di sua sorella Nya. È quindi il figlio degli ex maestri del fuoco e dell'acqua Ray e Maya. Quando era ancora un bambino, i suoi genitori vennero rapiti da Krux e lui restò da solo, prendendosi cura di sua sorella minore e della bottega da fabbro dei suoi genitori.  Essendo troppo piccolo per ricordare cosa fosse successo ai suoi genitori comincia a crederli morti e, nonostante tenti di seguire le orme da fabbro di suo padre, per tutta la vita si ritiene una frana per questo lavoro.
Un giorno, mentre Kai lavorava alla sua bottega, il maestro Wu gli fece visita, invitandolo ad unirsi alla sua squadra ninja. Kai, inizialmente, rifiutò la proposta, ma quando, pochi istanti dopo, sua sorella Nya venne rapita da un gruppo di skulkin di Lord Garmadon, decide di seguire il maestro Wu per salvare sua sorella, missione che avrà poi successo. Sarà l'ultimo dei ninja a trovare il suo vero potenziale sfruttando il suo potere del fuoco, per via del suo carattere un po' presuntuoso. Successivamente, con la spada del fuoco, una delle quattro armi d'oro, aiuta Lloyd a diventare il ninja verde e a sconfiggere l'Overlord. Partecipa anche al torneo degli elementi di Chen, dove s'innamora di Skylor, traditrice e figlia di Chen stesso, ma che convince a schierarsi dalla sua parte. I due per molto tempo avranno una relazione non ufficiale. Dopo gli scontri con Morro e Nadakhan, Kai fa la conoscenza delle lancette del tempo Krux e Acronix, scoprendo che il primo, in passato, aveva rapito i suoi genitori, costringendoli a lavorare per lui. Insieme a sua sorella Nya, libera i genitori e, con l'aiuto di Wu, fa disperdere Krux e Acronix nel tempo. Dopo la scomparsa di Wu, aiuta Lloyd ad affrontare Garmadon, resuscitato da Harumi, ma è costretto a scappare nel Primo regno in modo da non rimanere ucciso insieme ad alcuni suoi compagni, per poi fare ritorno. Quando gli oni fanno il loro ingresso a Ninjago, comprendendo che le armi d'oro sono gli unici oggetti in grado di respingerli, Kai, nonostante sia sempre stato un pessimo fabbro, viene invitato a fondere l'armatura d'oro e trasformarla di nuovo nelle quattro armi e lui ci riesce alla perfezione, aiutando a sconfiggere definitivamente gli oni col tornado della creazione.
Mesi dopo, quando i ninja vanno alla ricerca di una nuova missione, Kai conosce Aspheera, liberata per sbaglio da una piramide nel deserto. La serpentina gli ruba il potere del fuoco con il suo scettro da maga, assorbendo l'elemento stesso. Kai rimane quindi per un po' di tempo senza poteri, andando spesso giù di morale. Quando Zane viene bandito nel Non-Regno, comincia a recuperare i poteri e li usa per sconfiggere un malvagio drago di ghiaccio chiamato Boreal. Dopo le avventure in Prime Empire e a Shintaro, rivede dopo tanto tempo suo padre Ray, tornato al monastero insieme alla moglie Maya che doveva aiutare Nya. Lui e suo padre passano gran parte del tempo a giocare a videogiochi, ma, in questo modo, aumentano il loro legame. Dopo la perdita di Nya nell'oceano, decide di diventare un allenatore per bambini, ma rientra subito nella squadra per scoprire il mistero della vengestone. Quando l'Overlord torna a Ninjago, lui affronta di nuovo Aspheera, facente parte del consiglio del re Crystal, e si riprende da lei la spada del fuoco rubata, sconfiggendola una seconda volta.

### LEGO Ninjago: La rivolta dei draghi
Dopo gli avvenimenti della fusione, Kai si disperde nel nuovo mondo che si è creato, risvegliandosi da solo sulla Destiny Bounty, l'aeronave dei ninja. Torna al monastero di Spinjitzu e si ricongiunge con Lloyd, ma si rimette subito in viaggio ver fare ricerche sulle fusioscosse, rivedendo dopo tanto tempo sua sorella Nya. Conosce poi la nuova generazione di ninja ingaggiata da Lloyd che comprende Arin, Sora, ma soprattutto Wyldfyre, con cui avrà un legame particolare per via dei poteri molto simili. Scopre successivamente che Wyldfyre ha il potere del calore e non del fuoco, cominciandola ad addestrare personalmente affinché diventi una vera e propria ninja. Durante il rituale di Ras per risvegliare i cinque proibiti, viene spedito nello spazio Nether, da cui riesce a uscire grazie all'aiuto di Bonzle, Riyu e Nya.

## Cole
Cole è il ninja della terra ed è stato uno dei primi tre, insieme a Jay e Zane ad essere reclutato dal maestro Wu nella squadra dei ninja. Come si può anche notare dalle sue minifigure, ha i capelli neri e lunghi che richiamano le sue divise da ninja, sempre di colore nero. Per via del suo potere è il più forte fisicamente di tutta la squadra, ma, di carattere, è molto pacifico e amichevole. È anche molto goloso di dolci, in particolare delle torte, rivelatosi essere il suo cibo preferito. È doppiato in lingua originale prima da Kirby Morrow e poi da Andrew Francis, mentre in italiano da Francesco De Francesco.

### LEGO Ninjago (prima serie)
Cole è nato a Ninjago in una regione non specificata. Quando lui era ancora un bambino, sua madre Lilly si ammalò gravemente e lui le promise che avrebbe combattuto sempre contro le persone crudeli e ingiuste. Tempo dopo, sua madre morì e, mentre suo padre superava il lutto ballando e cantando, lui decise di allontanarsi e scalare una montagna. In cima incontrò il maestro Wu che lo invitò ad entrare nella nuova squadra di ninja che stava costruendo.
Cole, unendosi alla squadra, conobbe prima Jay e Zane, mentre in seguito anche Kai. Avendo ereditato il potere della terra dalla madre, l'arma d'oro che gli viene consegnata è la falce sismica. Dopo aver superato una timida paura per i draghi, decide di rivelare a suo padre la carriera da ninja intrapresa, in quando gli aveva detto di essersi iscritto ad un'accademia di danza. Sblocca così il suo vero potenziale e aiuta Lloyd e i compagni a sconfiggere le serpentine e l'Overlord. Dopo la perdita momentanea di Zane, decide di abbandonare la squadra e diventare un taglialegna, ma cambia idea quando lui e i suoi compagni vengono invitati al torneo degli elementi, dove sconfiggono Chen. Successivamente, quando il fantasma Morro giunge a Ninjago per risvegliare l'Entità Preminente, lui e i suoi compagni, per apprendere una tecnica chiamata Airjitzu, entrano nel tempio sulla collina stregata del defunto maestro Yang, il quale trasforma in fantasma chiunque non riesca ad uscire dal suo tempio entro l'alba. Cole è l'unico a non riuscirci in tempo e si ritrova trasformato in fantasma. In seguito, durante il giorno di chi non c'è più, Cole viene catturato da Yang che tenta di tornare umano, scambiando il suo ruolo di custode del tempio con quello di un altro fantasma. Cole riesce comunque a far redimere Yang, per cui quest'ultimo decide di liberare Cole e dargli la possibilità di tornare umano. Successivamente, Cole affronta con i compagni le minacce delle lancette del tempo, dei Figli di Garmadon e degli oni. In quest'ultimo scontro, cade dall'aeronave dei ninja e viene creduto morto, ma torna poco dopo sano e salvo, aiutando gli altri a fare il tornado della creazione e a sconfiggere gli oni.
Tempo dopo, Cole affronta con gli altri ninja Aspheera, il Non-Regno e la minaccia di Prime Empire. Quando i ninja vengono invitati nel regno di Shintaro, nel suo pernottamento vede nella sua stanza un geckle con il medaglione raffigurante la foto di sua madre Lilly. Viene creduto solo dalla principessa Vania di Shintaro che gli rivela che quelle creature vengono dai sotterranei della città. Insieme, si recano sottoterra, scoprendo che quelle creature sono schiavizzate dal malvagio Stregone del Teschio. Dopo alcune difficoltà, aiutato dai suoi compagni, Cole riesce a scoprire che lo Stregone del Teschio è Vangelis, il padre di Vania, nonché re di Shintaro, ma soprattutto che sua madre, in passato, era andata in quella città per sconfiggere Genera-Dolore, un pericoloso drago che minacciava le popolazioni sotterranee dei geckle e dei munce. Ricordando la promessa fatta a sua madre, riesce poi a sconfiggere Vangelis. I due si scontrano una seconda volta quando Vangelis entra nel consiglio del re Crystal rubando anche la falce sismica, ma Cole lo sconfigge ancora una volta.

### LEGO Ninjago: La rivolta dei draghi
Dopo il caos della fusione, Cole si risveglia nella terra delle cose perdute del regno di Imperium e rimane disperso per un po'. Tuttavia, lì fa la conoscenza dei trovatori Fritz e Spitz, di un ibrido tra geckle e munce chiamato Geo e di una scheletrina di nome Bonzle. In quel tempo, sviluppa un legame elementale con Geo che gli permette di unire i loro poteri e crearsi un'armatura di roccia, per poi scoprire che quella mossa è frutto solo del suo potere singolo. Si ricongiunge definitivamente con i ninja quando cerca di proteggere Bonzle da Ras, che vuole sfruttarla per aprire il portale con cui resuscitare i cinque proibiti.

## Zane
Zane è il ninja del ghiaccio ed è il più longevo di tutta la squadra. È un'androide (nindroide nella lingua dei ninja), costruito dal dottor Julien per proteggere chi non può difendersi da solo. Dopo che il suo corpo viene distrutto a causa dell'Overlord, si costruisce un nuovo corpo di titanio e immette nel suo sistema la sua assistente e fidanzata P.I.X.A.L., la quale, in seguito, avrà anche lei un corpo tutto suo. Zane è solito indossare divise bianche per via del suo potere del ghiaccio. È doppiato in lingua originale da Brent Miller e in italiano da Alessandro Rigotti.

### LEGO Ninjago (prima serie)
Zane venne costruito in una foresta di Ninjago nel laboratorio del dottor Julien. Essendo un robot, inizialmente imparò a conoscere il mondo e apprese tutto ciò che vedeva attorno a sé. Quando il vecchio maestro del ghiaccio pernottò dal dottor Julien, Zane imparò a usare quel potere degli elementi, acquisendolo definitivamente quando, anni dopo, il maestro del ghiaccio venne probabilmente a mancare. In seguito, il dottor Julien morì, cancellando, prima di spirare, gran parte della memoria di Zane, facendogli dimenticare che fosse un robot. Zane fu poi reclutato dal maestro Wu per entrare nella squadra dei ninja.
Zane, inizialmente serio e freddo con i suoi compagni, scopre tempo dopo la sua vera natura di robot, ritrovando il vecchio laboratorio del dottor Julien e rivelandosi il primo a sbloccare il suo vero potenziale. L'arma d'oro che ottiene costituisce le shuriken di ghiaccio, con il quale aiuta prima a sconfiggere Pythor e le serpentine e, in seguito, l'Overlord. Nel frattempo, Zane scopre che il dottor Julien era vivo, poiché era stato rianimato da un elisir di Samukai prima di spirare e costretto a costruire macchine da guerra. Dopo la battaglia finale, il dottor Julien, con poca vita rimasta, viene a mancare definitivamente. Zane, intanto, ammira la rivoluzione tecnologica di Ninjago, nella quale conosce P.I.X.A.L. di cui s'innamora e gli dona metà del suo cuore. Successivamente, Zane si sacrifica per distruggere l'Overlord, tornato in forma digitale, ma riesce a ricongiungersi con P.I.X.A.L. e a costruire un nuovo corpo di titanio. Viene tuttavia rapito e finisce nell'isola di Chen, dove si detiene il torneo degli elementi. Scoprendo che il corpo di P.I.X.A.L. è stato distrutto, immette il sistema della sua compagna nella sua mente come assistente vocale. Dopo essersi ricongiunto con i suoi compagni, Zane aiuta a sconfiggere le minacce di Morro, Nadakhan e le lancette del tempo. Durante lo scontro con i Figli di Garmadon, scopre che P.I.X.A.L. è uscita dal suo sistema e ha riacquisito un corpo. Scappa poi nel Primo Regno con Kai, Cole, Jay e un piccolo Wu, per poi tornare per aiutare a sconfiggere Garmadon e gli oni.
Dopo mesi di riposo, Zane aiuta i compagni a sconfiggere Aspheera con le pergamene dello Spinjitzu proibito, oggetti che corrodono la mente e sono pericolosi. Riesce a congelare Aspheera e sconfiggerla del tutto, ma la serpentina lo spedisce nel Non-Regno con il suo scettro. Zane, non conoscendo il luogo in cui si trova, tenta di tornare a casa aggiornando il suo sistema. Viene trovato da Vex, un mutante senza forma dalle cattive intenzioni che interrompe il suo aggiornamento e gli cancella la memoria. Zane, corrotto dalla pergamena dello Spinjitzu proibito e da Vex, diventa un tiranno imperatore di ghiaccio, soggiogando l'intero regno. Viene salvato da Lloyd, grazie al quale recupera la memoria e mette a posto le cose, congelando Vex che gli aveva fatto un lavaggio del cervello. Successivamente, mentre i suoi amici entrano nel videogioco Prime Empire, lui resta fuori con P.I.X.A.L. per evitare di corrodere il suo sistema e indaga nel mondo reale, affrontando anche il Meccanico. Viene coinvolto anche nelle vicende di Shintaro e Merlopia, per poi aiutare la squadra a sconfiggere il consiglio del re Crystal, dove affronta Mr. F, un nindroide come lui, e si riprende le shuriken di ghiaccio.

### LEGO Ninjago: La rivolta dei draghi
Dopo aver tentato di salvare gli abitanti dal caos della fusione, Zane rimane disattivato per anni in una cupola di metallo nel monastero di Imperium. Viene liberato da Kai e Nya e aiuta i ninja a sconfiggere Beatrix e a fermare le fusioscosse. Fa molta amicizia con Mr. Frohicky, con il quale rimane spesso da solo al monastero.< Successivamente, aiuta gli altri ad evitare che Ras resusciti i cinque proibiti, cercando di mantenere Bonzle al sicuro insieme a Cole.

## Jay Walker
Jay Walker è il ninja del fulmine, elemento che gli permette di lanciare forti scariche elettriche contro gli avversari. Tenta sempre di essere simpatico e divertente, ma, a tratti, è anche logorroico. Sviluppa fin da subito sentimenti per Nya che vengono successivamente ricambiati ed è molto amico di Cole, nonostante ci sia un periodo di litigio tra i due. Ama costruire modellini e cimentarsi nel realizzare qualcosa di nuovo usando vecchie cianfrusaglie. Dopo l'ottava stagione della prima serie, i suoi capelli castani, precedentemente lisci, diventano più mossi e sul suo viso appaiono delle lentiggini; questo cambiamento si riversa anche nelle sue minifugure. Indossa spesso divise di colore blu elettrico per richiamare il suo potere degli elementi. È doppiato in lingua originale da Michael Adamthwaite e in italiano da Stefano Brusa.

### LEGO Ninjago (prima serie)
Jay è nato a Ninjago come figlio del famoso attore Cliff Gordon e la precedente maestra del fulmine, da cui ha ereditato i poteri. Per motivi sconosciuti, i suoi reali genitori lo abbandonarono in una discarica di cianfrusaglie, dove fu trovato e cresciuto da Ed e Edna che si presero il ruolo di genitori adottivi. Crescendo nella discarica, Jay sviluppò la passione di costruire qualcosa con pezzi di ricambio o considerati inutili, fallendo molte delle volte. Un giorno, cimentatosi nella costruzione di un modesto aeroplano, si schiantò sul tetto di un palazzo rimanendo illeso e trovò il maestro Wu. Quest'ultimo lo invitò a entrare nella squadra dei ninja e a iniziare questa nuova carriera.
Unitosi alla squadra, Jay s'innamora subito di Nya e successivamente sblocca il suo vero potenziale. Aiuta i suoi compagni a sconfiggere le serpentine e poi l'Overlord, usando una delle quattro armi d'oro che gli spettano, cioè i nunchaku fulminanti. Con l'avvento delle nuove tecnologie a Ninjago, Jay si accorge che Nya sta cominciando a provare sentimenti per Cole, portandolo allo scontro con l'amico che si protrae fino al torneo degli elementi. Jay, tuttavia, accorgendosi che Cole non ricambia Nya e che questa ha solo un'attrazione fisica verso il suo amico, decide di fare pace. Jay, però, non smette di provare sentimenti per Nya. Quando a Ninjago fa il suo ingresso il djin Nadakhan, Jay comincia a dichiararsi alla sua amata, finché i due non rimangono da soli dopo che i loro compagni vengono tutti catturati. In seguito, anche Nya viene catturata e Jay, sapendo che la sua amata assomiglia alla vecchia compagna di Nadakhan, fa di tutto per salvarla e riesce a indibolire il djin con un veleno potente. Jay si accorge che anche Nya è stata colpita per sbaglio dal veleno, vedendola morire tra le sue braccia. In quel momento, il ninja del fulmine fa un desiderio al djin, dichiarando di voler tornare indietro nel tempo, prima che Nadakhan venisse liberato. Il desiderio si avvera e solo lui e Nya ricordano gli avvenimenti contro Nadakhan. Jay si fidanza ufficialmente con Nya e, in seguito, aiuta i suoi amici a sconfiggere le lancette del tempo, i Figli di Garmadon e gli oni.
Dopo aver sconfitto gli oni, lui e gli altri ninja, in cerca di una nuova missione, finiscono nella prima de di Aspheera, serpentina che viene liberata proprio da lui e Nya per sbaglio. Dopo averla sconfitta e aver salvato Zane dal Non-Regno, Jay entra in modo negligente nel videogioco di Prime Empire, venendo poi salvato dai suoi amici, i quali verrano però trasformati in cubi di energia dal gioco stesso che si fa chiamare Unagami. Jay, rimasto l'unico sopravvissuto del gioco, convince Unagami che quello che fa è sbagliato, anche grazie all'aiuto del creatore del videogioco stesso Milton Dyer. Successivamente, a Shintaro, Jay riceve la corte di Murtessa, scatenando una lieve gelosia di Nya. Durante lo scontro con Wojira, Jay è costretto tuttavia a dire addio a Nya, trasformata in una forma d'acqua irreversibile. La perdita della sua fidanzata lo porta ad essere più irritabile e a isolarsi nel faro del dottor Julien. Quando la sua amata riesce a tornare, Jay smette di essere depresso e aiuta i compagni a sconfiggere il consiglio del re Crystal.

### LEGO Ninjago: La rivolta dei draghi
Quando a Ninjago avviene la fusione, Jay perde la memoria e viene reclutato dall'amministrazione, un porzione del regno della follia. Jay, non ricordando i suoi vecchi amici, non si riunisce con la squadra originale e viene manipolato da Ras: questo lo porta ad affrontare Nya al torneo delle sorgenti, dove si schiera dalla parte dei nemici, ma subendo una sconfitta, abbandona il torneo e va via.

## Nya
Nya è la ninja dell'acqua, nonché primo (e inizialmente unico) membro femminile ad unirsi alla squadra. Come descritto nel sito ufficiale della LEGO, è una donna che trasuda fiducia e fascino, anche se quando viene infastidita non nasconde la sua irascibilità. Grazie alla sua esperienza da fabbro, si cimenta spesso nella creazione di marchingegni tecnologici, tra cui il suo mech da Samurai X, identità con un si unisce inizialmente alla squadra, prima di diventare una ninja a tutti gli effetti. Come si può notare anche nei cambiamenti delle sue minifigure, i suoi capelli neri, inizialmente lisci e lunghi fino alle spalle, dopo il cambio di design dell'ottava stagione, diventano a chignon, mentre sul suo viso, precedentemente pulito, appare un neo. È doppiata in lingua originale da Kelly Metzger e in italiano da Chiara Gioncardi.

### LEGO Ninjago (prima serie)
Nya è nata a Ninjago, nel villaggio di Ignacia, qualche anno dopo suo fratello Kai. Dunque, anche lei è figlia degli ex maestri del fuoco e dell'acqua Ray e Maya. Quando era ancora una bambina, e i suoi genitori vennero rapiti da Krux, Nya aiutò Kai a prendersi cura della bottega da fabbro, credendo che i suoi genitori fossero morti. Quando il maestro Wu si presentò alla bottega per invitare suo fratello Kai a diventare un ninja, lei venne rapita da scheletri malvagi e fu poi salvata dai ninja, a cui si unì come alleata.
Inizialmente utile alla squadra per svolgere lavori piccoli e futili, Nya, volendo aiutare i suoi compagni maggiormente, crea un mech di metallo che può comandare a suo piacimento e con il quale può combattere. Quando i ninja cominciano ad avere le prime difficoltà con le serpentine, lei interviene spesso con quel mech, facendosi chiamare Samurai X e nascondendo agli altri la sua identità. Suo fratello Kai è il primo a scoprire la verità, seguito poi da tutti gli altri. Nonostante la sua identità diventi nota, Nya, come Samurai X, continua a dare supporto ai ninja contro l'Overlord e durante il torneo degli elementi. Quando a Ninjago arrivano Morro e i suoi fantasmi, Wu le rivela che anche lei ha un potere degli elementi, quello dell'acqua, con il quale può sconfiggerli. Nya sblocca il suo vero potenziale e sconfigge il Preminente, incarnazione del regno maledetto da cui vengono i fantasmi, immergendolo con uno tsunami. Nya acquista così più popolarità e viene intervistata anche riguardo alle sue relazioni amorose. Nonostante in passato abbia avuto una città sia per Cole che per Jay, inizialmente rivela di non volersi mettere insieme a nessuno, ma quando a Ninjago giunge il djinn Nadakhan, comincia a rivelare a Jay il suo amore. Viene rapita da Nadakhan, in quanto somiglia alla ex moglie de djinn Delara, ma viene salvata da Jay che con un desiderio torna indietro nel tempo. Nya si fidanza con Jay e loro due sono gli unici a ricordare gli avvenimenti con il djinn. Dopo aver sconfitto i Figli di Garmadon, Nya affetta la proposta Yang-Yin di Jay, per poi aiutare gli altri ninja a sconfiggere gli oni con il tornado della creazione.
Dopo aver sconfitto gli oni, Nya e gli altri ninja affrontano i pericoli di Aspheera, il Non-Regno e Prime Empire. Quando vanno a Shintaro, dove affrontano lo stregone del teschio, Nya decide di affrontare la regina Murtessa a duello, infastidita dalle provocazioni della sovrana, soprattutto verso Jay. Nya vince e diventa momentaneamente regina dei munce, finché lo stregone del teschio non viene sconfitto. In seguito, Nya, tramite degli isolani custodi di un amuleto, scopre dell'esistenza di Wojira, un'antica creatura marina che dominava i mari in passato. Quando Nya comincia ad avere problemi con i suoi poteri, viene aiutata da sua madre Maya e scopre che i problemi sono dati da degli impulsi causati da Kalmaar, un merlopiano che abita sotto l'oceano e che sta cercando di risvegliare Wojira. Nonostante i tentativi di fermarlo, Kalmaar risveglia la creatura e Nya, come la sua antenata Nyad, decide di unirsi con l'oceano in un processo irreversibile. Assume quindi una forma potente e sconfigge Kalmaar e Wojira, ma è costretta a mischiarsi con l'oceano e a dire addio ai suoi amici per sempre. Un anno dopo, tuttavia, riesce a ricordare i suoi amici e grazie ai poteri di prosciugamento di Aspheera torna umana e aiuta gli altri ninja a sconfiggere l'Overlord, rinunciando temporaneamente ai suoi poteri e assumendo di nuovo l'identità di Samurai X.

### LEGO Ninjago: La rivolta dei draghi
A causa della fusione, Nya si separa dai suoi amici e si risveglia in terre sconosciute. Tempo dopo riesce a stabilirsi nel regno della follia, dove abitano i cragling, aiutandoli ad allontanare i draghi della terra che mangiano il loro fango vitale. Successivamente, si riunisce con Kai e con Lloyd, attraverso il quale fa la conoscenza di Arin e Sora. Prima di tornare al monastero di Spinjitzu, decide di fermarsi nel regno delle nuvole per studiare meglio la fusione e capirne l'origine, ma trova un portale che la conduce in un secondo monastero dove si riunisce con Kai e trova Zane. Insieme agli altri ninja, sconfigge Beatrix e aiuta Lloyd a stabilire il mondo dalle fusioscosse; poi impara la tecnica del drago levante con cui contrastare lo Shatterspin, tecnica proibita che Ras insegna ai suoi allievi per riportare indietro i cinque proibiti, che si liberano alla fine del torneo delle sorgenti, dove Nya rivede Jay, con cui è costretta a scontrarsi, scoprendo però a suo malincuore che ha perso la memoria e che la odia.

## Arin
Arin è il primo ninja a far parte della nuova generazione, nonché l'unico senza alcun potere degli elementi. A differenza dei suoi compagni, tuttavia, è in grado di generare uno Spinjitzu più potente e di trasferire tale tecnica anche agli oggetti. Definito dal sito ufficiale della LEGO come un ragazzo autodidatta e ottimista, è l'unico della nuova generazione a conoscere la squadra dei ninja originale, in quanto è nato in un quartiere di Ninjago City, potendo assistere ad alcuni dei più famosi scontri della città. Ha una forte amicizia con Sora, conosciuta nel quartiere di Crossroads dopo la fusione, con cui ha convissuto da solo finché non è stato reclutato da Lloyd. Nonostante non abbia alcun potere che richiami il colore della sua divisa da ninja, indossa spesso abiti di colore arancione. È doppiato in lingua originale da Deven Mack e in italiano da Danny Francucci.

### LEGO Ninjago: La rivolta dei draghi
Arin è nato a Ninjago City in uno dei quartieri periferici. Appassionato dai suoi genitori ai gialli e alle investigazioni, un giorno conobbe Frak, un ragazzo di razza serpentina che lo salvò dai bullo e con cui strinse una forte amicizia. Durante la fusione, Arin venne salvato dal gruppo originale dei ninja, di cui è fan fin dalla tenera età. Dopo la catastrofe che ha unito i regni, Arin si ritrovò da solo, disperso dai suoi genitori, e cominciò, quindi, a crearsi una nuova vita. Dove prima c'era il suo vecchio quartiere, anni dopo, sorse Crossroads, un crocevia di tutte le razze senzienti dei vari regni. Lì fece amicizia con Sora e imparò uno strambo Spinjitzu tutto da solo, caratteristica che in seguito ha convinto Lloyd a reclutarlo in squadra.
Dopo essere stato reclutato da Lloyd, Arin comincia ad allenarsi per potenziare il suo Spinjitzu, scoprendo in seguito di essere anche in grado di trasferirlo agli oggetti. Col tempo, conosce anche gli altri ninja che si erano dispersi nella fusione e li aiuta a fermare le fusioscosse che mettono in pericolo il mondo e la malvagia imperatrice Beatrix e Ras. Quest'ultimo diventa il nuovo nemico dei ninja successivamente, per cui Arin s'impegna a imparare la tecnica del drago levante per sconfiggere Ras e i cinque proibiti, antichi maestri degli elementi malvagi, ma non ha successo. Durante il torneo delle sorgenti, ritrova Frak, scoprendo che è diventato il maestro del terremoto e si è schierato dalla parte di Ras. Quest'ultimo, in seguito, svela ad Arin che è stato il maestro Wu a causare la fusione e lo invita a schierarsi dalla sua parte. Arin, quindi, abbandona i ninja e segue Ras, convinto che così possa diventare più forte.

## Sora
Sora è la seconda ninja a far parte della nuova generazione dopo Arin, nonostante sia entrata nella squadra insieme a lui. È la maestra della tecnologia, potere che le permette di creare marchingegni tecnologici in pochi secondi. Viene definita dal sito ufficiale della LEGO come una ragazza sospettosa e creativa, nonché un genio della tecnologia. Arin è il suo migliore amico, in quanto coetaneo, ma anche perché è cresciuta con lui nel quartiere di Crossroads. Ciò che la contraddistingue sono i suoi capelli di colore rosa e dei segni sul viso che hanno tutti gli abitanti di Imperium. La sua divisa da ninja non è monocolore, ma è principalmente bianca, con qualche tratto rosa o anche nero. È doppiata in lingua originale da Sabrina Pitre e in italiano da Lavinia Paladino (1^ voce) e Tiziana Martello (2^ voce).

### LEGO Ninjago: La rivolta dei draghi
Sora è nata nel regno di Imperium, nella capitale governata dall'imperatrice Beatrix. Il suo nome alla nascita era Ana e, inizialmente ingenua poiché troppo giovane, venne convinta dalla dottoressa LaRow a lavorare nel laboratorio dei sistemi avanzati, per via soprattutto della suo innato talento per la tecnologia. Quando, tuttavia, si recò sul posto, scoprì che tutta l'energia di Imperium proveniva da uno sfruttamento immorale dei draghi. Questo la turbò a tal punto da fuggire dal laboratorio, con la conseguente sgridata dei genitori, a favore dello sfruttamento dei draghi. Ana, perciò, decise di abbandonare I perimetri dopo la fusione, cambiando vita e anche nome, decidendo di chiamarsi Sora, come uno dei draghi che aveva visto sfruttati al laboratorio. In seguito, giunse nel quartiere di Crossroads, dove conobbe e fece amicizia con Arin.
Anni dopo la fusione, Sora scopre di avere un potere degli elementi, quello della tecnologia. Perciò, dopo essere stata salvata da Lloyd, entra insieme ad Arin a far parte dei ninja che, col tempo, cominciano a riunirsi. Sora, però, riesce inizialmente ad usare il suo potere grazie all'energia che il draghetto Riyu le trasferisce. Quando scoprono che l'imperatrice Beatrix sta sfruttando i degli strani dispostivi per catturare i draghi, Sora rivela il suo passato agli altri ninja, affermando di essere lei stessa la creatrice dei Photac. Questo la porta a tornare a Imperium insieme a Lloyd e Arin, dove disattiva i Photac e affronta Ras. Successivamente, aiuta i ninja e fermare le fusioscosse e rivede i suoi genitori, con cui taglia definitivamente i rapporti. In quel momento, Sora usa il suo potere da sola per la prima volta e aiuta Lloyd e Arin a sconfiggere Beatrix. Tuttavia, quando Ras minaccia di resuscitare i cinque proibiti, s'impegna a imparare lo Spinjitzu per poter raggiungere la tecnica del drago levante. In seguito, partecipa al torneo delle sorgenti e, dopo aver combattuto con Nokt, viene proclamata vincitrice dei giochi.

## Wyldfyre
Wyldfyre è la terza ninja a far parte della nuova generazione, dopo Arin e Sora. È la maestra del calore, potere che le permette di lanciare potenti raffiche calde. Per questo motivo, il suo potere desta inizialmente sospetti, poiché è uguale a quello di Kai dal punto di vista visivo. È molto vivace e, spesso, anche maleducata, carattere che la porta a fare scherzi o dispetti frequentemente. Si comporta in modo rozzo, istintivo e animalesco. I suoi atteggiamenti derivano dal fatto che è cresciuta insieme ai draghi, come fosse un animale. Per questo motivo, non cura molto il suo aspetto fisico e non si fa problemi a dormire in mezzo alla natura o la sporcizia. È doppiata in lingua originale da Kazumi Evans e italiano da Erica Intoppa.

### LEGO Ninjago: La rivolta dei draghi
Wyldfyre è nata in un pianeta sconosciuto dell'universo. Fu spedita dallo spazio nel regno delle Terre Selvagge, insieme a un Caregiver Bot, una piccola navicella spaziale, dotata di intelligenza artificiale che la crebbe e le insegnò a vivere. Tuttavia, nelle Terre Selvagge, Wyldfyre imparò a conoscere i draghi ed riuscì a fare amicizia con uno di essi, Heatwave. Dopo la fusione, gli artigli di Imperium, cacciatori di draghi, catturarono Heatwave e lo portarono a Imperium. Wyldfyre, volendo salvare il drago con cui era cresciuta, nonostante il dissenso del Caregiver Bot, si recò nel regno di Imperium, ma venne imprigionata anche lei.
Durante la sua permanenza nella prigione di Imperium, Wyldfyre viene liberata per sbaglio da Lloyd. Pur non fidandosi di lui inizialmente, lo convince a liberare Heatwave e gli altri draghi imprigionati. La missione ha successo e Wyldfyre si unisce ai ninja, facendo amicizia con Arin e Sora. Comincia col tempo a conoscere Kai, il ninja del fuoco insospettito dal fatto che hanno poteri uguali. Dopo la sconfitta dell'imperatrice Beatrix di Imperium, Wyldfyre si reca dai draghi Rontu e Egalt con gli altri ninja di nascosto; in quel posto, Rontu le rivela che il suo elemento non è quello del fuoco, ma quello del calore. In seguito, al torneo delle sorgenti conosce l'organizzatore di tale evento, Roby, del quale s’innamora e con cui successivamente intraprende una relazione ufficiale.